# Brilgrasmus
De brilgrasmus (Curruca conspicillata synoniem: Sylvia conspicillata) is een zangvogel uit de familie van de grasmussen. 

## Kenmerken
Het mannetje heeft een bruinroze borst en buik, roestbruine tertials, een grijsbruine mantel, een witte keel en een blauwgrijze kop met een witte oogring en zwarte teugel. Hij verschilt van het mannetje van de grasmus door een kortere handpenprojectie, de zwarte teugel en een donkerdere borst. Het vrouwtje is bruin met een witte keel, lichte buik en heeft ook roestbruine tertials. Zij verschilt van het vrouwtje grasmus door de dunnere snavel, door het ontbreken van donkere veercentra en ze is kleiner. Beide geslachten hebben geelroze poten. De lichaamslengte bedraagt 13 cm.

## Leefwijze
Brilgrasmussen eten insecten, larven, spinnen en andere ongewervelden, ook bessen, vruchten en nectar.

## Voortplanting
De brilgrasmus broedt van april tot juni in lage struikvegetaties met veel gras en in Salicornia-vegetatie vlak bij de kust. Ze nestelen laag bij de grond en bouwen een nest van twijgen, gras en wortels, dat goed verborgen ligt. Er worden 4-6 eieren gelegd, die door beide ouders bebroed worden. Nadat de eieren zijn uitgekomen, wordt nog ongeveer twee weken voor de jongen gezorgd. De aanwezigheid van water in de buurt van het nest is een pré.

## Verspreiding en leefgebied
Deze soort broedt in Portugal, Spanje, Italië, Zuid-Frankrijk en Noord-Afrika. De Europese vogels trekken in de winter naar Afrika, de Afrikaanse exemplaren zijn standvogels.
De soort telt twee ondersoorten:
- C. c. conspicillata: zuidwestelijk en zuidelijk Europa, noordwestelijk Afrika en van Turkije tot Jordanië.
- C. c. orbitalis: Madeira, de Canarische Eilanden en Kaapverdië.

### Voorkomen in de Lage Landen
De brilgrasmus is een zeer zeldzame dwaalgast in België (1 x in 1999) en Nederland (1 x in 1984).

## Status
De grootte van de populatie is in 2021 geschat op 0,9-2,5 miljoen volwassen vogels. Op de Rode lijst van de IUCN heeft deze soort de status niet bedreigd.